# Basilique Notre-Dame-du-Chêne de Vion
Pour les articles homonymes, voir Notre-Dame-du-Chêne.
La basilique Notre-Dame-du-Chêne de Vion est une basilique catholique situé sur la commune de Vion dans la Sarthe. Elle prend son origine en 1494.

## Histoire

### Les origines
Le lieu où s’élève aujourd’hui la basilique Notre-Dame du Chêne appartenait à l’ancienne province de l’Anjou, mais situé près des limites du Maine. D’abord connu sous l'appellation de « Chêne de la Jarriaye », il est devenu au fil du temps un sanctuaire marial. Il est dit qu’à la fin du XVe siècle des pâtres qui conduisaient leurs troupeaux dans la lande remarquèrent que bon nombre de colombes voltigeaient autour d'un vieux chêne. Intrigués, ils restèrent jusqu’au soir quand ils furent les témoins de feux qui brillaient jusqu'à sembler couronner d’un diadème la cime de l'arbre. 

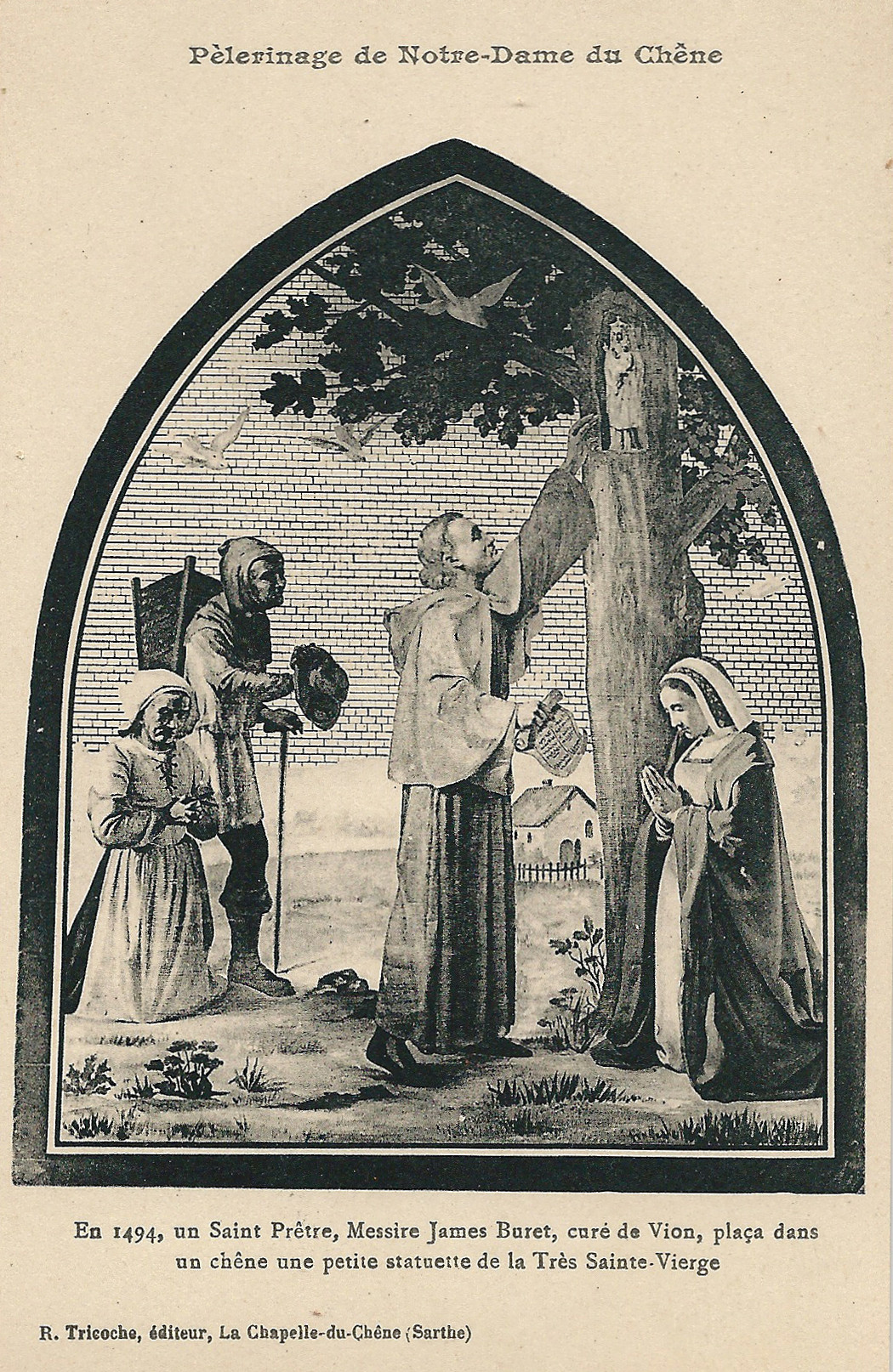
Le père James Buret place la statuette de la Vierge Marie sur le chêne.

Averti des faits en 1494, le curé de la paroisse de Vion de l'époque, James Buret, pensa rapidement à la Sainte Vierge et plaça dans le tronc du chêne une statuette en terre cuite. Des villageois du pays et des environs sont alors venus déposer des fleurs accompagnées de vœux et de prières et beaucoup furent exaucés. Un jour, un jeune garçon enleva les fleurs, et lorsqu'il voulut s'éloigner, il fut pris d'un fort torticolis. Ses parents l'interrogèrent et à la suite de son aveu l’obligèrent à rapporter lui-même les fleurs qu’il avait soustraites, et son mal disparut aussitôt. Un modeste oratoire ne tarda pas à s’élever, l’affluence des fidèles devint de plus en plus importante et des miracles furent répertoriés. Deux autres phénomènes confirmèrent le lieu. Le premier est qu’à chaque fois qu’il était décidé de transporter la statuette dans l’église paroissiale de Vion, dès le lendemain elle réapparaissait sur le chêne où James Buret l’avait placée. Le second est l’apparition lumineuse de la Vierge au-dessus de la chapelle à une vieille femme ramassant du bois près du chêne.

### Les restes du chêne
Quant au chêne protecteur de la statuette miraculeuse, le bénédictin Dom Jean-Baptiste Miret affirme que, vers la fin du XVIIe siècle, plusieurs familles en conservaient des fragments auxquels on attribuait la vertu spéciale de préserver de la foudre. La basilique de Notre-Dame du Chêne possède encore des restes de ses racines, gardées dans une châsse située sous l'autel de la chapelle latérale de Notre-Dame du Chêne, à gauche en entrant dans la basilique.

### Les symboles bibliques du sanctuaire
Le sanctuaire exprime les 3 symboles bibliques que sont :
- Le chêne, signe de l'Alliance de Dieu avec Abraham au Chêne de Mambré.
- Les colombes, signe de l'Esprit-Saint lors du baptême de Jésus dans le Jourdain.
- Le feu, où Dieu se présente à Moïse dans le Buisson ardent.

### Chapelle, guérisons et pèlerinage
À partir de 1515, la renommée du lieu va se développer et s'étendre à toute la région. Une première chapelle est construite à la place de l'oratoire. Elle est plusieurs fois embellie puis remaniée après 1625 avec l’aide d’Urbain de Laval Boisdauphin, marquis de Sablé. Au fil du temps, les témoignages de miracles et de guérisons vont se multiplier. La guérison d’un enfant malformé en 1621 va susciter un surcroît d’intérêt et de fréquentation. Il existe trois séries d'attestations de miracles relatives à Notre-Dame du Chêne. Six miracles rapportés par un pèlerin de Sablé, Étienne Grudé, sept d’affilé peu avant 1625 consignés dans le livret Le Pelerin de Nostre Dame, et seize récits s'échelonnant de 1831 à 1858 présentés par Léon-Paul Piolin dans son histoire du pèlerinage. Au milieu du XIXe siècle, il est estimé environ 60 000 pèlerins par an.

### La basilique
En 1860, des prêtres missionnaires diocésains viennent s'installer ainsi que des religieuses et des bâtiments sont construits. Puis en 1864, Mgr Charles Fillion, évêque du Mans, présente le projet d’une nouvelle église pour remplacer et agrandir la chapelle. Il est accepté en 1869 et l’église est terminée en 1875 . Elle est consacrée en septembre 1891, devenant basilique mineure en 1894. Deux monuments sont construits autour, un calvaire et une copie du Saint-Sépulcre.

### Transformations depuis 1994
Depuis 1994, année du 5e centenaire, de nouvelles transformations sont apportées avec la présence de laïcs, ainsi que l'arrivée des frères de la communauté Saint Jean en 2010. Actuellement, le recteur de Notre-Dame du Chêne est le père Alain-Dominique Versele, et le prieur des frères est le père Jean-Pierre-Marie, prieur général de la communauté Saint Jean de 2001 à 2013.

## Galerie

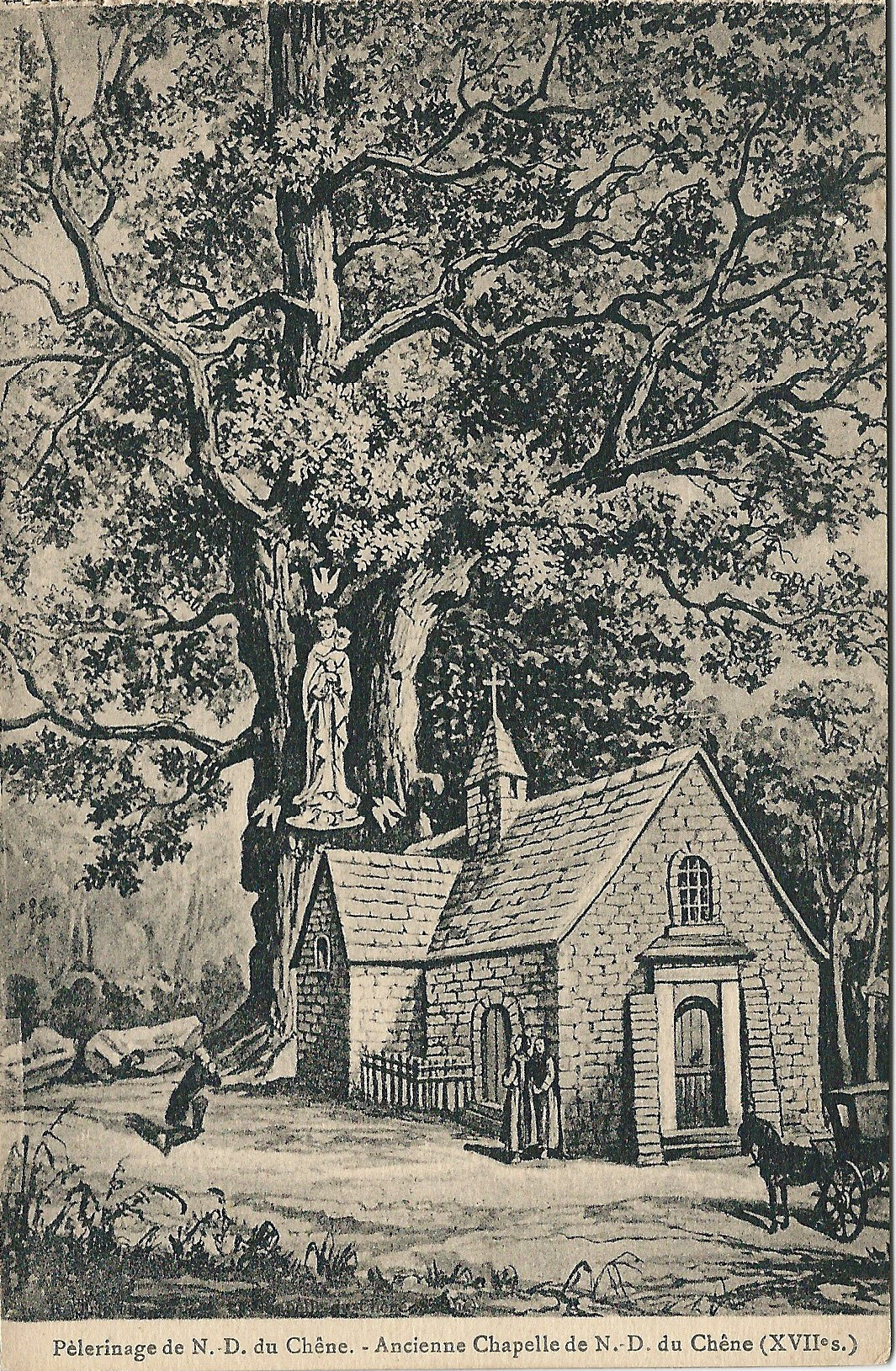
Illustration de la chapelle au XVIIe siècle.
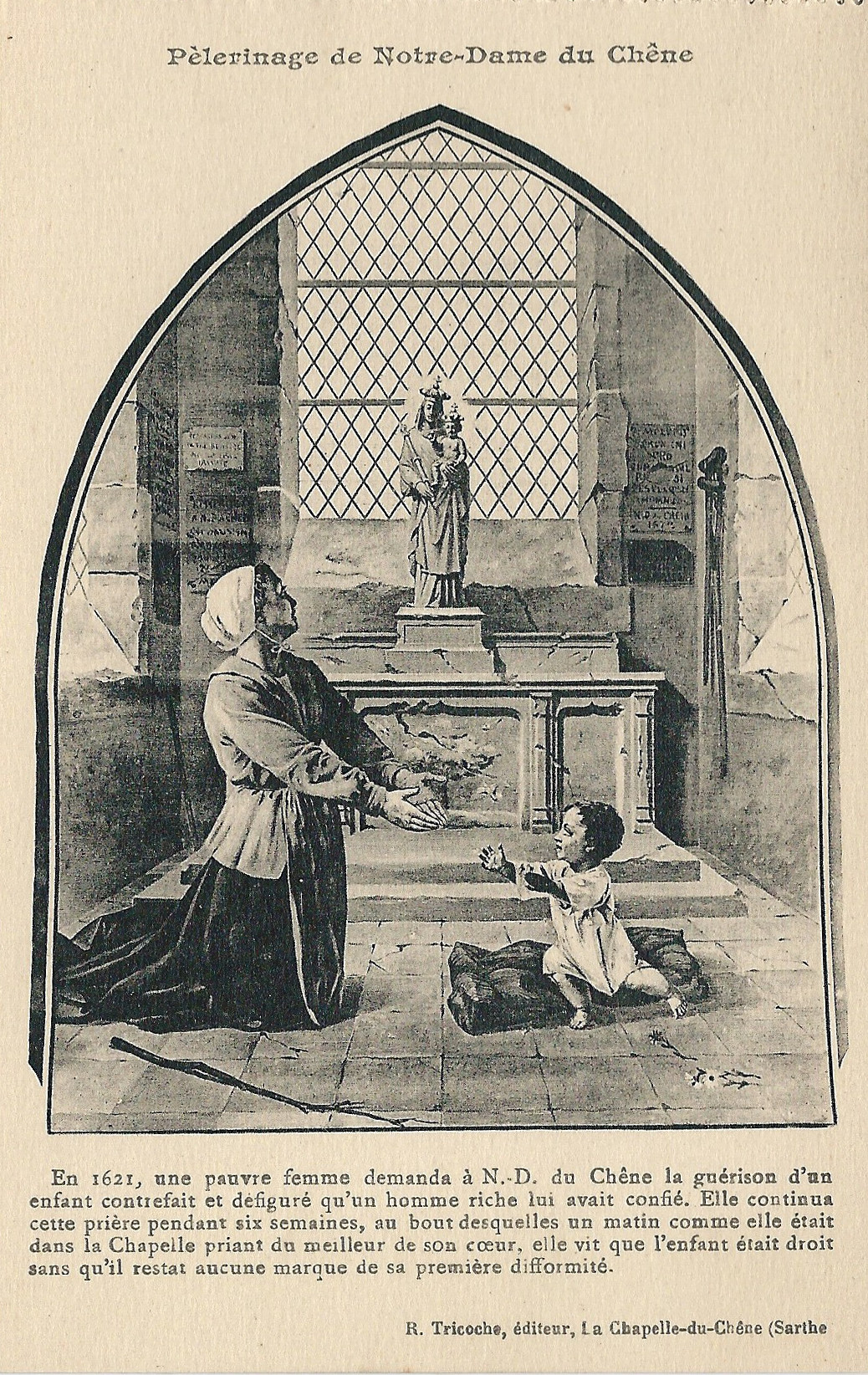
La guérison d’un enfant handicapé en 1621.
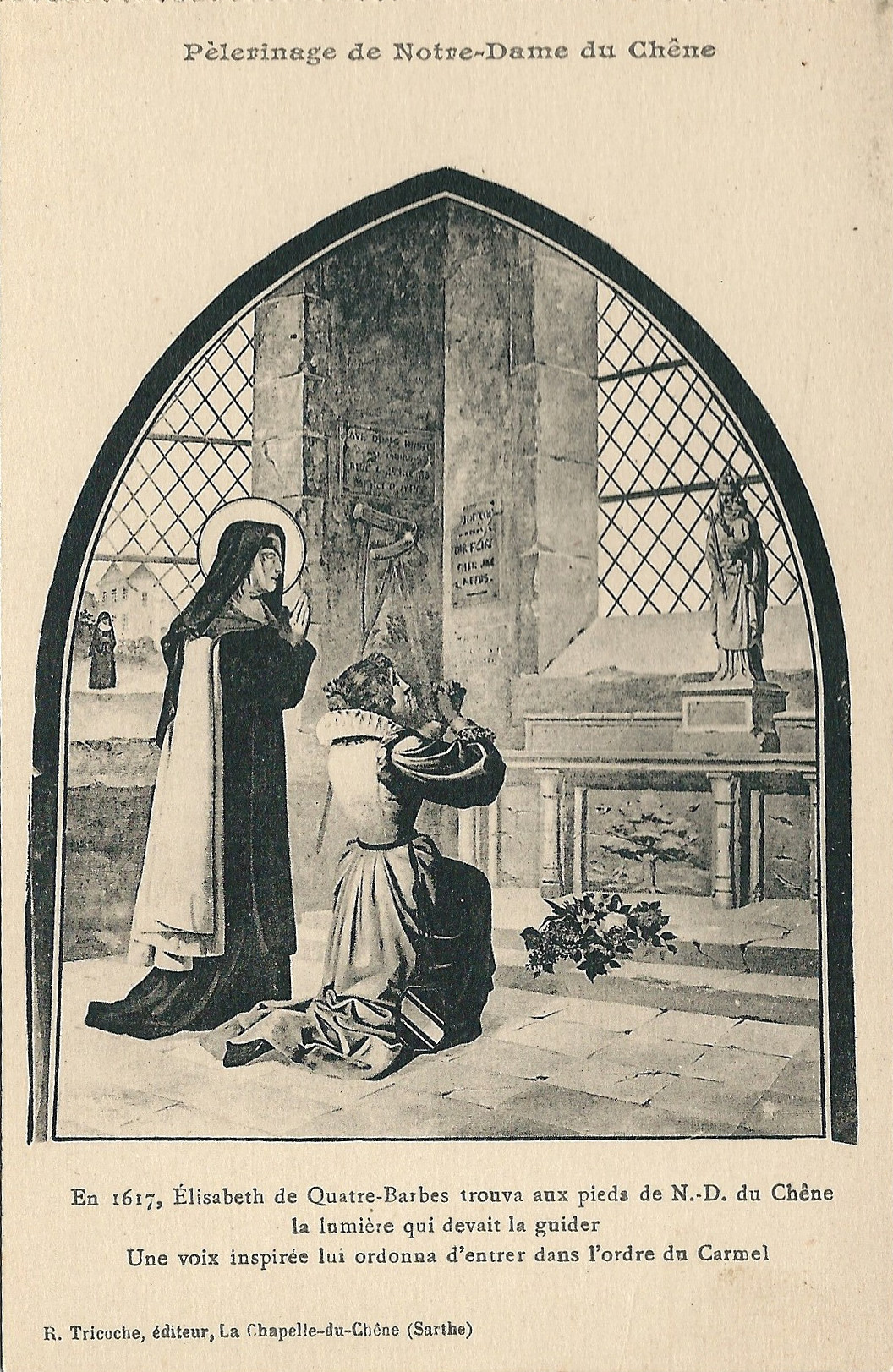
L'intuition d'Élisabeth de Quatrebarbes d'entrer au Carmel.
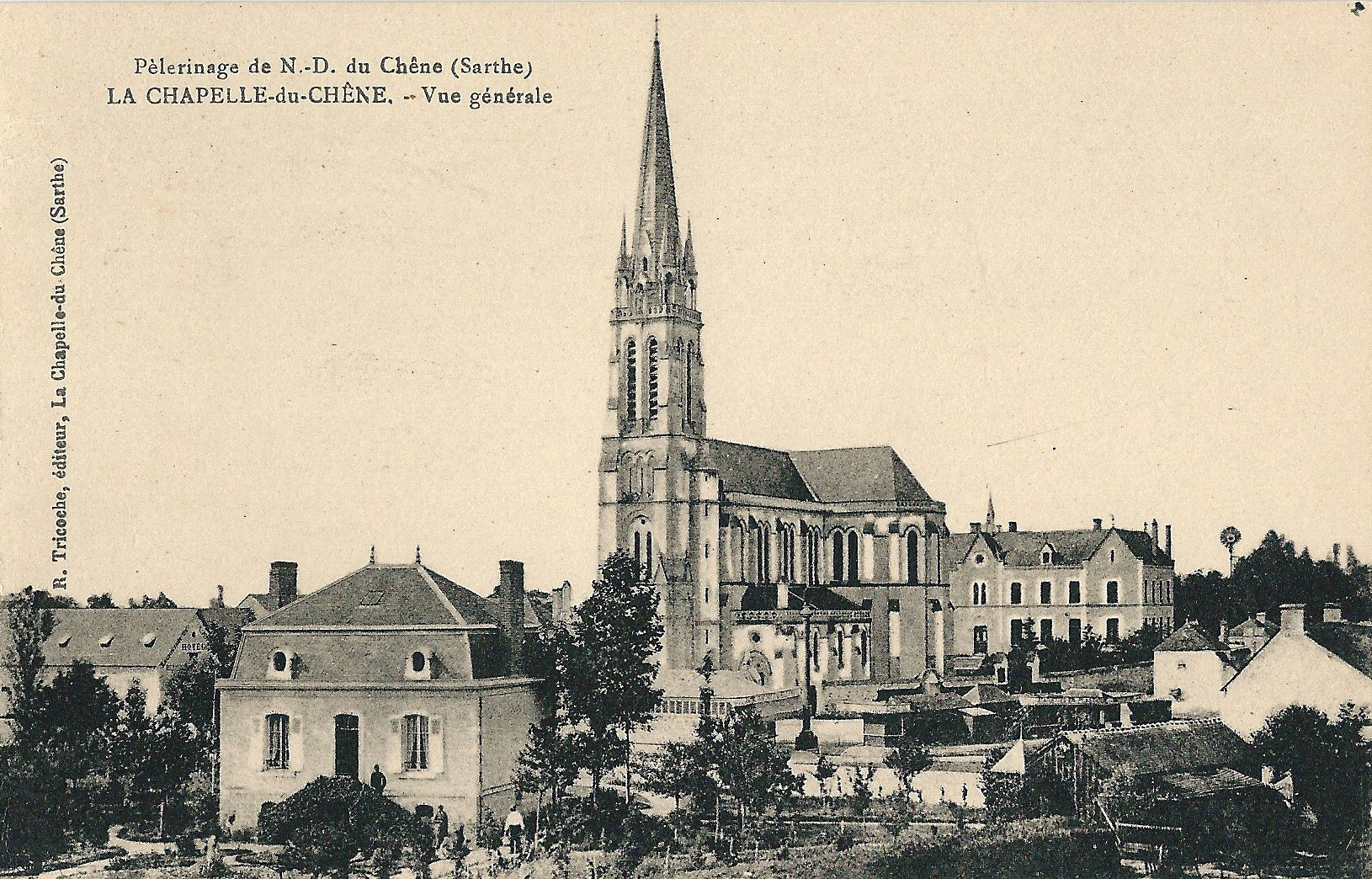
La basilique avant 1940.
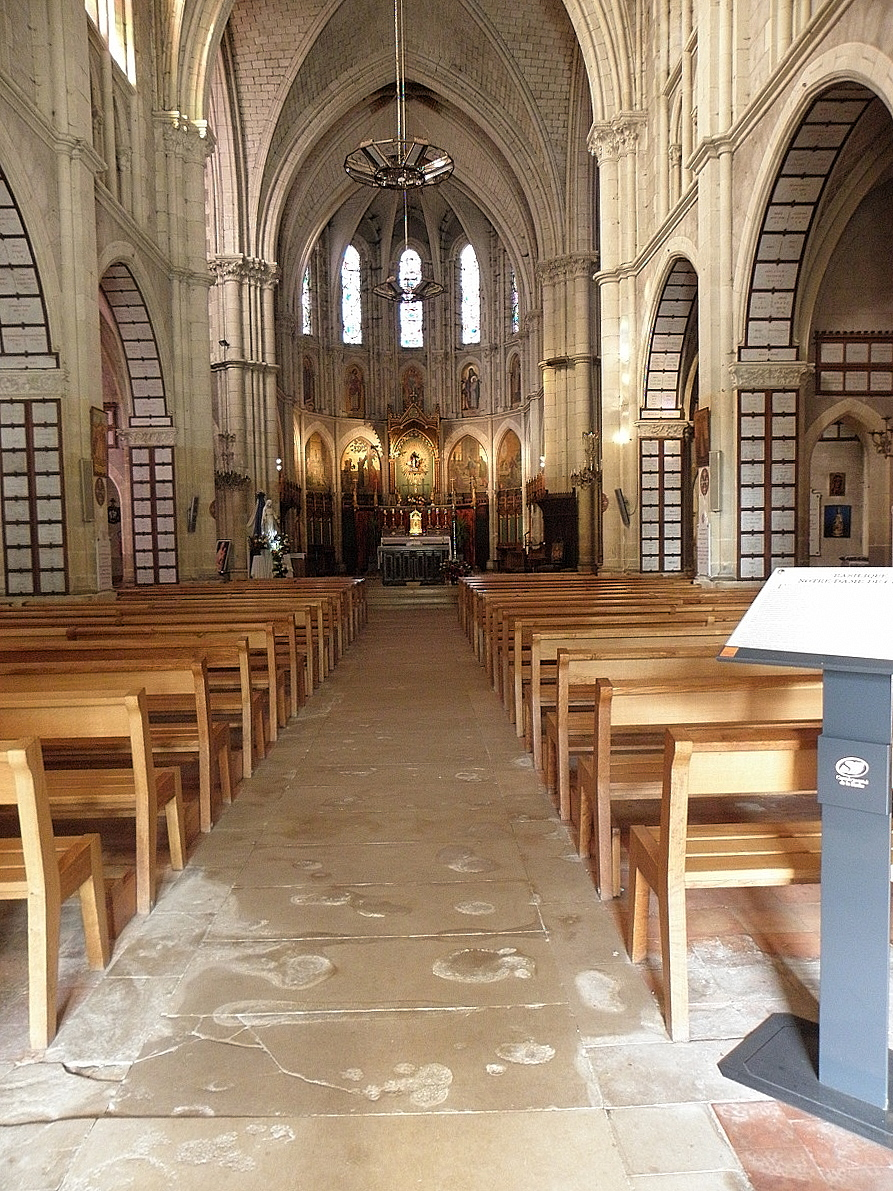
L'intérieur de la basilique.
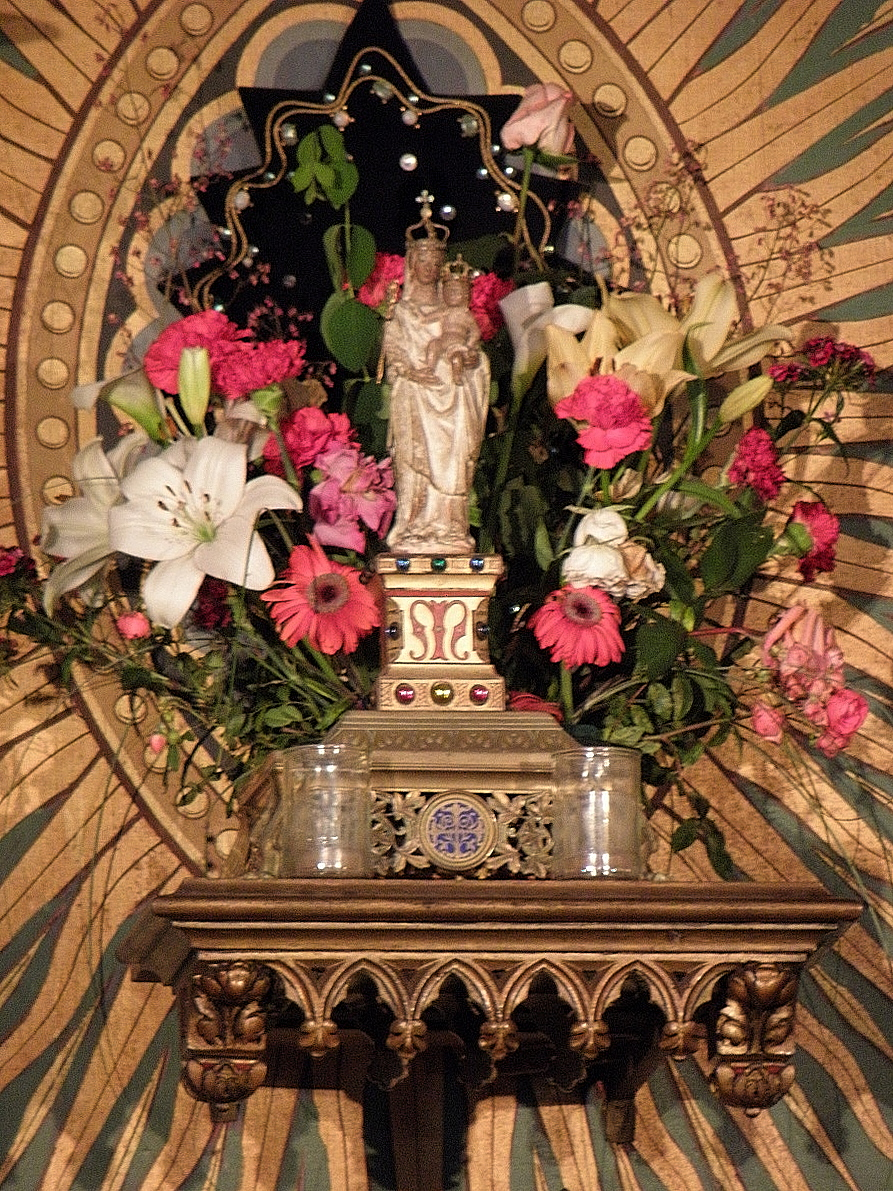
La statuette de Notre-Dame du Chêne.